# Lettres d'amour
Pour plus de détails, voir Fiche technique et Distribution.
Lettres d'amour est un film français de Claude Autant-Lara, sorti en 1942.

## Synopsis
1855. Hortense de la Jacquerie, l'épouse du préfet d'Argenson (ville imaginaire dans le "Cher-et-Loir"), a pour amant François du Portal, un collaborateur du ministre de la justice. Par souci de discrétion, Hortense fait adresser les lettres de François à son amie Zélie Fontaine. La ville est divisée en deux tendances opposées, la "société", ou parti aristocratique, et la "boutique" qui regroupe les commerçants. Zélie Fontaine, la maîtresse de la poste impériale de la ville, est en procès avec le marquis de Longevialle et la nomination du nouveau substitut du procureur est donc un enjeu considérable.
À l'occasion d'une visite de Napoléon III, Zélie a l'occasion de recommander à l'empereur, son frère de lait, Désiré Ledru pour le poste de substitut de 6ème classe. L'empereur demande à son ministre de la Justice de procéder à cette nomination, mais François, qui a appris la vacance de ce poste à la chancellerie, se fait nommer pour se rapprocher d'Hortense alors que celle-ci vient de lui envoyer une lettre de rupture. Son arrivée va semer le trouble dans la ville car sa dernière lettre d'amour à Hortense, adressée à Zélie, est tombée entre les mains du marquis de Longevialle. Celui-ci, voulant nuire à Zélie, la lit à l'audience du tribunal, ce qui provoque une réaction indignée du substitut François.
Zélie apparaît aux yeux de tous comme ayant un amant, mais ignore qu'il s'agit de François, car Hortense lui a affirmé qu'il était lieutenant à l'Escadron des cent-gardes, chargé de la protection de l'empereur. L'affaire se complique encore avec l'arrivée de Monsieur de Mortemort, le représentant du ministre de la justice.

## Fiche technique
- Titre original : Lettres d'amour
- Réalisation : Claude Autant-Lara
- Assistant : Ghislaine Auboin
- Scénario : Jean Aurenche
- Direction artistique : Jacques Krauss
- Décors : Robert Dumesnil
- Costumes : Christian Dior
- Photographie : Philippe Agostini
- Photographe de plateau : Rémy Duval
- Son : René Louge
- Montage : Yvonne Martin
- Musique : Maurice Yvain
- Production : Denise Tual, Roland Tual
- Société de production : Synops
- Société de distribution : Les Films Roger Richebé
- Pays d’origine :  France
- Langue : français
- Format : Noir et blanc - 35 mm - 1,37:1 - Son mono
- Genre : Comédie dramatique
- Durée : 110 minutes
- Dates de sortie : France : 23 décembre 1942

## Distribution
- Odette Joyeux : Zélie Fontaine, une jeune veuve, maîtresse de la poste d'Argenson
- François Périer : François du Portal, un jeune substitut, l'amant de la préfète
- Simone Renant : la préfète Hortense de la Jacquerie, l'amie de Zélie, aux amours clandestines
- André Alerme : le marquis de Longevialle, qui attaque Zélie en justice
- Jean Debucourt : l'empereur Napoléon III
- Julien Carette : Loriquet, le maître à danser
- Jean Parédès : Désiré Ledru, frère de lait de Zélie
- Louis Salou : Monsieur de Mortemort, le délégué du ministre
- Robert Arnoux : M. de la Jacquerie
- Yves Deniaud : le maire
- Jacqueline Champi : Marinette
- Jean-Pierre Kérien : le postillon
- Henri de Livry : le ministre de la Justice
- Ariane Muratore : Charlotte
- Georges Pally : Daronne
- Gilles Quéant : le fou de la danse
- Martial Rèbe : le président
- Robert Vattier : Maître Bourbousson, avocat du  marquis de Longevialle